# Riho Sayashi

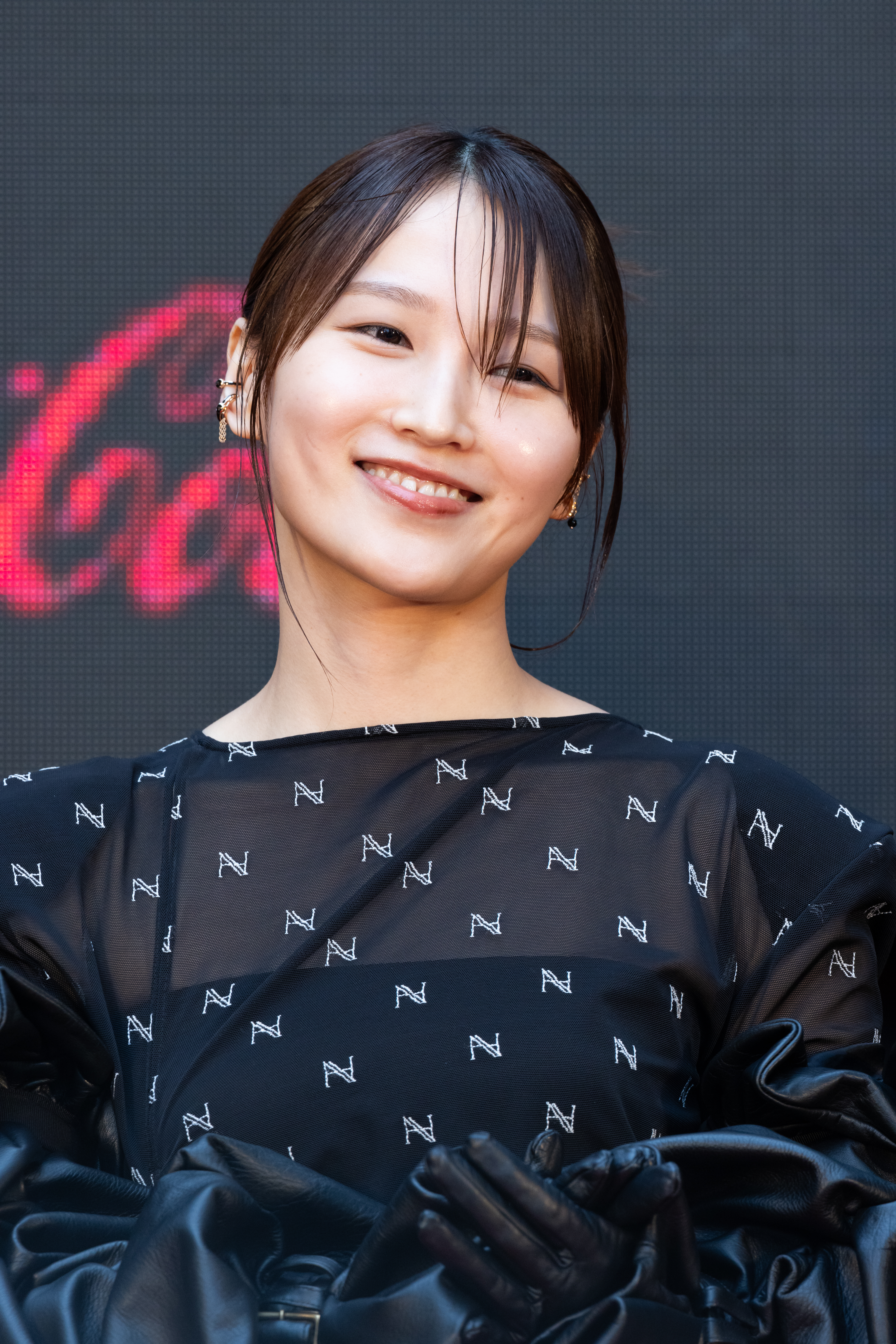
Sayashi beim 37. Tokyo International Film Festival, 2024

Riho Sayashi (jap. 鞘師 里保, Sayashi Riho; * 28. Mai 1998 in der Präfektur Hiroshima, Japan) ist eine japanische Tänzerin, Sängerin und Schauspielerin. Sie ist ein ehemaliges Idol und war zu ihrer Zeit das Gesicht der japanischen Girlgroup Morning Musume. Ihr Onkel ist Tomoya Sayashi, ein ehemaliger Baseballspieler bei den Hiroshima Tōyō Carps. Vor ihrer Tätigkeit in Morning Musume besuchte Sayashi die ASH, eine Schauspielschule in Hiroshima, welche schon die Mitglieder der Girlgroup Perfume besuchten.

## Biografie
2010 nahm Sayashi an der Jc&Jk Joyū Audition (Jc&Jk女優オーディション) teil und gewann eine Rolle in Morning Musumes Bühnenstück Fashionable. Im selben Jahr gewann sie das Casting für die Gruppe und trat in der 9. Generation bei.
Diese debütierte offiziell am 2. Januar 2011 beim Winterkonzert des Dachverbandes Hello! Project. Sayashi war zusammen mit Kanon Suzuki das erste Mitglied, das nach der Gründung der Gruppe geboren wurde.
Sie wurde schon bald zum wichtigsten Mitglied der Gruppe und übernahm einen Großteil des Gesangs. Zudem spielte sie Hauptrollen in verschiedenen Musicals. Im Oktober 2015 kündigte Sayashi jedoch überraschend an, Morning Musume am 31. Dezember zu verlassen. In der Fangemeinde wurde lange Zeit über den Grund ihrer plötzlichen Graduation spekuliert. Sayashi sagte jedoch in einem Interview 2020, sie hatte das Gefühl gehabt, in der Gruppe so verwöhnt zu werden, dass sie nicht erwachsen werden konnte und deshalb den nächsten Schritt wagen wollte.  Sie ging in die USA, um Tanz und die englische Sprache zu studieren.
2019 trat Sayashi als temporäres Mitglied der Kawaii-Metal-Band Babymetal auf. Sie nahm während der Welttournee, rotierend mit zwei anderen Tänzerinnen, jene Position ein, die nach dem Austritt von Yui Mizuno frei geworden war. Unter anderem trat sie beim Glastonbury Festival auf. Seit September 2020 ist sie bei Japan Music Entertainment unter Vertrag. Am 4. August 2021 veröffentlichte sie ihr erstes Mini-Album Daybreak.
In den folgenden Jahren veröffentlichte sie mehrere Songs und Alben, veranstaltete Live-Konzerte und -Events und hatte verschiedene schauspielerische Auftritte im Theater und Fernsehen. Ihre erste physische Single, Hi(gh) Life, wurde am 7. Februar 2024 veröffentlicht. Ihr erstes Album, Symbolized, folgte am 24. Juli desselben Jahres. Ebenfalls 2024 arbeitete Sayashi mit der Band AKB48, indem sie das Lied Donchou wo Agete Kure! choreografierte.
2025 trat sie dem Label AVEX bei. Unter diesem Major-Label debütierte sie am 18. Juni mit der Single Super Red. Ein Album folgt im Juli desselben Jahres. Im folgenden November wird sie die Rolle der Misa Amane im Musical zum Anime Death Note spielen.

## Diskografie

### Studioalben
| Jahr | Titel                 | Höchstplatzierung, Gesamtwochen, AuszeichnungChartsChartplatzierungen (Jahr, Titel, Platzierungen, Wochen, Auszeichnungen, Anmerkungen) | Anmerkungen                                                |
| Jahr | Titel                 | JP | Anmerkungen                                                |
| ---- | --------------------- | --- | ---------------------------------------------------------- |
| 2021 | Daybreak Mini-Album   | JP21 (4 Wo.)JP | Erstveröffentlichung: 4. August 2021 Verkäufe JP: + 4.518  |
| 2022 | Reflection Mini-Album | JP18 (9 Wo.)JP | Erstveröffentlichung: 12. Januar 2022 Verkäufe JP: + 2.210 |
| 2022 | Unison Mini-Album     | JP19 (5 Wo.)JP | Erstveröffentlichung: 16. November 2022                    |
| 2024 | Symbolized            | JP38 (4 Wo.)JP | Erstveröffentlichung: 24. Juli 2024                        |
| 2025 | Too much!             | JP—JP | Erstveröffentlichung: 23. Juli 2025                        |

### Singles
| Jahr | Titel Album           | Höchstplatzierung, Gesamtwochen, AuszeichnungChartsChartplatzierungen (Jahr, Titel, Album, Platzierungen, Wochen, Auszeichnungen, Anmerkungen) | Anmerkungen                           |
| Jahr | Titel Album           | JP | Anmerkungen                           |
| ---- | --------------------- | --- | ------------------------------------- |
| 2024 | Hi(gh)Life Symbolized | JP33 (1 Wo.)JP | Erstveröffentlichung: 7. Februar 2024 |
| 2025 | Super Red Too much!   | JP—JP | Erstveröffentlichung: 18. Juni 2025   |

## Auftritte
Fernsehen
- Suugaku♥Joshi Gakuen (数学♥女子学園) (2012)
- Ano ko no Yume wo Mitan Desu [Folge 10] (あのコの夢を見たんです) (2020)
- Shukatsusei nikki [Folge 3] (就活生日記) (2021)
- Anonymous [Folge 5] (アノニマス)
- Chef wa Meitantei [Folge 7] (シェフは名探偵) (2021)
- Junkyouju Takatsuki Akira no Suisatsu [Folge 5] (准教授・高槻彰良の推察) (2021)
- Momo-Ume [Folgen 6, 8, 20] (モモウメ) (2021)
- Ore no Kawaii wa Mousugu Shohikigen!? (2022)
- Watashitte Sabasabashi Terukara (ワタシってサバサバしてるから) (2023)
- Ore no Bijoka ga Tomaranai?! (俺の美女化が止まらない!?) (2023)
- Mentsuyu Hitorimeshi (めんつゆひとり飯) (2023–2024)
- Oshi wo Meshiagare: Kouhou Girl no Maroyaka na Hibi (推しを召し上がれ～広報ガールのまろやかな日々～) (2024)
- Hakobiya (ハコビヤ) [Finalfolge] (Cameo) (2024)
- Oboe no nai Satsujin (憶えのない殺人) (2025)
- Diary of a Surgical Resident: Madoka [Folgen 9, 10] (まどか26歳、研修医やってます！)  (2025)

Theater
- Fashionable (ファッショナブル) (2010)
- Reborn ~Inochi no Audition~ (リボーン～命のオーディション～) (2011)
- Stacy’s Shoujo Saisatsu Kageki (ステーシーズ 少女再殺歌劇) (2012)
- Gogakuyu (ごがくゆう) (2013)
- LILIUM -Lilium Shoujo Junketsu Kageki- (LILIUM －リリウム 少女純潔歌劇－) (2014)
- TRIANGLE -Triangle- (2015)
- Kuro Sekai (黒世界) (2020)
- 35MM: A MUSICAL EXHIBITION (2020)
- Surume ga Oka wa Hana no Nioi (スルメが丘は花の匂い) (2022)
- Ranbou Monome (らんぼうものめ) (2024)
- Death Note (2025)